# Евандер да Сілва Феррейра
Евандер да Сілва Феррейра (порт. Evander da Silva Ferreira; нар. 9 червня 1998 року), більш відомий як Евандер, — бразильський професійний футболіст, який грає на позиції атакувального півзахисника клубу МЛС «Портленд Тімберз».

## Клубна кар'єра

### Васко да Гама
Евандер дебютував за «Васко да Гама» 5 березня 2016 року, вийшовши на заміну на 85-й хвилині в матчі «Кампеонато Каріока», у якому він переміг, проти «Бонсусессо» (3:1). Він забив свій перший професійний гол 8 листопада 2017 року проти «Сантоса» в 33-му турі бразильської Серії А.
31 січня 2018 року Евандер став наймолодшим гравцем Васко да Гами, який забив двічі в матчі Лібертадорес проти Універсідад де Консепсьйон.

### Мідтьюлланн
27 серпня 2018 року Васко да Гама підтвердив, що Евандер був відданий в оренду ФК «Мідтьюлланн» на сезон 2018–2019 із з умовою викупу за 18 мільйонів данських крон (близько 2,4 мільйона євро) до літа 2019 року.
Евандер дебютував у данській Суперлізі 29 вересня 2018 року, вийшовши на заміну на 65-й хвилині замість Якоба Поульсена під час домашньої перемоги над «Хобро» (5:1). Наступного матчу, 7 жовтня, він був замінений за 12 хвилин до кінця в переможному матчі з рахунком 3-0 над Вендсюсселем. 20 жовтня Евандер забив свій перший гол за «Мідтьюлланн» у виїзній перемозі над «Нордшелланом» з рахунком 4:1.
У січні 2019 року ФК «Мідтьюлланн» домовився з Васко да Гамою про трансфер Евандера, домовившись про майбутній трансфер вартістю 15 мільйонів данських крон, нижчою, ніж початкова пропозиція про викуп. У березні 2019 року він отримав нагороду «Гравець місяця» в Суперлізі Данії.

### Портленд Тімберз
5 грудня 2022 року «Портленд Тімберз» придбали Евандера в результаті трансферу з «Мідтюлланна». Підписаний як вільний гравець, Евандер гратиме за контрактом до 2026 року з опцією продовження до 2027 року.

## Кар'єра у збірній
У березні 2015 року Евандер допоміг Бразилії виграти чемпіонат Південної Америки серед молоді до 17 років, забивши 3 голи. Він також грав на Чемпіонаті світу з футболу серед юнаків 2015 року.

## Клубна статистика
Станом на 1 липня 2022
| Клуб                 | Сезон            | Ліга             | Ліга | Ліга  | Кубок | Кубок | Континентальний | Континентальний | Ліга штату | Ліга штату | Всього | Всього |
| Клуб                 | Сезон            | Дивізіон         | Ігор | Голів | Ігор  | Голів | Ігор            | Голів           | Ігор       | Голів      | Ігор   | Голів  |
| -------------------- | ---------------- | ---------------- | ---- | ----- | ----- | ----- | --------------- | --------------- | ---------- | ---------- | ------ | ------ |
| Васко да Гама        | 2016             | Серія B          | 10   | 0     | 5     | 0     | —               | —               | 1          | 0          | 16     | 0      |
| Васко да Гама        | 2017             | Серія A          | 9    | 1     | 0     | 0     | —               | —               | 3          | 0          | 12     | 1      |
| Васко да Гама        | 2018             | Серія A          | 7    | 0     | 0     | 0     | 8               | 2               | 9          | 2          | 24     | 4      |
| Васко да Гама        | Всього           | Всього           | 26   | 1     | 5     | 0     | 8               | 2               | 13         | 2          | 52     | 5      |
| Мідтьюлланн (оренда) | 2018–19          | Суперліга Данії  | 26   | 9     | 4     | 1     | —               | —               | —          | —          | 30     | 10     |
| Мідтьюлланн          | 2019–20          | Суперліга Данії  | 30   | 8     | 1     | 0     | 2               | 1               | —          | —          | 33     | 9      |
| Мідтьюлланн          | 2020–21          | Суперліга Данії  | 28   | 6     | 4     | 1     | 7               | 0               | —          | —          | 39     | 7      |
| Мідтьюлланн          | 2021–22          | Суперліга Данії  | 29   | 12    | 5     | 2     | 12              | 3               | —          | —          | 46     | 17     |
| Мідтьюлланн          | Всього           | Всього           | 87   | 26    | 10    | 3     | 21              | 4               | 0          | 0          | 118    | 33     |
| Всього у кар'єрі     | Всього у кар'єрі | Всього у кар'єрі | 139  | 36    | 19    | 4     | 29              | 6               | 13         | 2          | 200    | 48     |